# أخبار الحمقى والمغفلين
 أخبار الحمقى والمغفلين هو كتاب عن أخبار ومواقف الحمقى والمغفلين، ألفه الحافظ الفقيه الحنبلي والمحدث والمؤرخ أبو الفرج بن الجوزي (508 هـ - 597 هـ)، وقد قسم المؤلف كتابه إلى أربعة وعشرين بابا، يذكر فيها أشعار وفصاحة وطبائع وصفات وأنواع الحمقى في الناس مع ذكر لبعض طرائفهم، كما يذكر المؤلف الأمثال التي ضربت في الحمقى أيضا.

## أبواب الكتاب
أبواب الكتاب الأربعة والعشرين:
1. ذكر الحماقة ومعناها.
2. بيان أن الحمق غريزة.
3. ذكر اختلاف الناس في الحمق.
4. ذكر أسماء الاحمق.
5. ذكر صفات الاحمق.
6. التحذير من صحبة الاحمق.
7. ضرب العرب المثل بمن عرف حمقه.
8. ذكر أخبار من ضرب المثل بحمقه وتغفيله.
9. ذكر جماعة من العقلاء صدر عنهم فعل الحمقى.
10. ذكر المغفلين من القراء.
11. المغفلين من رواة الحديث وتصحيفه.
12. ذكر المغفلين من القضاة.
13. ذكر المغفلين من الأمراء والولاة.
14. ذكر المغفلين من الكتاب والحجاب.
15. المغفلين من المؤذنين الباب.
16. المغفلين من الائمة
17. المغفلين من الاعراب.
18. من قصد الفصاحة والاعراب من المغفلين.
19. من قال شعرا من المغفلين.
20. المغفلين من القصاص.
21. المغفلين من المتزهدين.
22. ذكر المغفلين من المعلمين.
23. ذكر المغفلين من الحاكة.
24. ذكر المغفلين على الإطلاق.

## نبذة عن الكتاب
يبدأ ابن الجوزي كتابه بِذِكْر معنى الحُمْق وأنواعه وينتقل بعدها سارداً أسماء الأشخاص والحيوانات والطيور وحتى النباتات المضروب بهم المثل في الحماقة وبعدها يذكر قصص ونوادر عن الحمقى سواءً كانو من العامة أو من الوُلاة والأمراء أو حتى الأأمة.

## مختارات من قصص الكتاب
- ما جرى لأبى الفرج العلوي أنه كان أعرج أحول فسمع مناديا ينادي على تيس كم عليكم في هذا العلوي الأعرج الأحول فلم يشك أنه عناه فراغ عليه ضربا إلى أن تبين أن التيس أحول أعرج فضحك الحاضرون مما اتفق.
- رجل من الأعراب يعمل في معمل للذهب فلم يصب شيئا فأنشأ يقول يا رب قدر لي في حماسي وفي طلب الرزق بالتماس صفراء تجلو كسل النعاس فضربته عقرب صفراء سهرته طول الليلة فجعل يقول يا رب الذنب لي إذ لم أبين لك ما أريده اللهم لك الحمد والشكر فقيل له ما تصنع أما سمعت قول الله تعالى ولئن شكرتم لازيدنكم فوثب جزعا وقال لا شكرا لا شكرا.
- صلى بعض الأعراب خلف بعض الأئمة في الصف الأول وكان اسم الأعرابي مجرما فقرأ الإمام والمرسلات إلى قوله ألم نهلك الاولين فتأخر البدوي إلى الصف الآخر فقال ثم نتبعهم الآخرين فرجع إلى الصف الأوسط فقال كذلك نفعل بالمجرمين فولى فارا وهو يقول ما أرى المطلوب غيري.
- صلى أعرابي خلف إمام صلاة الغداة فقرأ الإمام سورة البقرة وكان الأعرابي مستعجلا ففاته مقصوده فلما كان من الغد بكر إلى المسجد فابتدا الإمام بسورة الفيل فقطع الأعرابي الصلاة وولى وهو يقول امس قرأت البقرة فلم تفرغ إلى نصف النهار واليوم تقرأ الفيل ما أظنك تفرغ منها إلى نصف الليل.
- كان أعرابي يصلي فأخذ قوم يمدحونه ويصفونه بالصلاح فقطع صلاته وقال مع هذا إني صائم.[2]
- ماتت جارية لرجل فلما دفنها قال: لقد كنت تقومين بحقوقي فلأكافئنك اشهدوا علي أنها حرة.

## صفات الحمقى
- من طالت عنقه ورقت فهو صياح أحمق جبان، ومن كان أنفه غليظاً ممتلئاً فهو قليل الفهم، ومن كان غليظ الشفة فهو أحمق غليظ الطبع.
- من كان شديد استدارة الوجه فهو جاهل ومن عظمت أذنه فهو جاهل طويل العمر.
- حسن الصوت دليل على الحمق وقلة الفطنة.[3]

## الطبعة الحديثة من الكتاب
- الطبعة الحديثة من تحقيق الدكتورة عزيزة فوال، والناشر هو دار الكتاب العربي